# Негулевський Ігор Петрович
Ігор Петрович Негулевський (нар. 6 грудня 1983, м. Вознесенськ, Миколаївська область) — український підприємець, директор промислового підприємства. Народний депутат України 9-го скликання.

## Життєпис
Закінчив приватний вищий навчальний заклад «Європейський університет» (спеціальність «Фінанси»).
Негулевський є керівником виробничого підприємства.

## Політична діяльність
Кандидат у народні депутати від партії «Слуга народу» на парламентських виборах у 2019 році (виборчий округ № 130, Баштанський, Березнегуватський, Казанківський, Новобузький, Новоодеський, Снігурівський райони). На час виборів: директор ТОВ «Софія-Граніт», безпартійний. Проживає в м. Вознесенськ Миколаївської області.
Член Комітету Верховної Ради з питань транспорту та інфраструктури, голова підкомітету з питань автомобільного транспорту.
Керівник групи з міжпарламентських зв'язків з Австрійською Республікою.
3 червня 2022 року, під час повтомасштабного вторгнення Росії в Україну, провів самопіар-акцію, під час якої видав координати сучасного мобільного шпиталю у м. Баштанка. 6 червня по зазначеним у цій акції координатам російськими військами було завдано удару трьома крилатими ракетами.